# 1991 en hockey sur glace
Cette page présente les éléments de hockey sur glace de l'année 1991, que ce soit d'un point de vue rencontres internationales ou championnats nationaux. Les grandes dates des différentes compétitions sont données ainsi que les décès de personnalités du hockey mondial.

## Amérique du Nord

### Ligue nationale de hockey
Pour la première fois de leur histoire, l'équipe des Penguins de Pittsburgh remporte la Coupe Stanley à l'issue des playoffs. L'équipe est alors guidée par Mario Lemieux et compte dans ses rangs des joueurs comme Jaromír Jágr, Paul Coffey, Mark Recchi ou encore Kevin Stevens. Les Blackhawks de Chicago finissent à la première place la saison régulière avec 106 points mais l'équipe va perdre au premier tour des playoffs contre les North Stars du Minnesota. Ce sont ces mêmes North Stars qui vont affronter les Penguins en finale : il s'agit alors d'une rencontre opposant le premier de la conférence Prince de Galles à l'équipe classée seizième dans la conférence Campbell. Les Penguins vont remporter la Coupe en six matchs avec le dernier match remporté sur blanchissage 8 buts à 0.

### Ligue américaine de hockey
Les Americans de Rochester finissent à la première place de la saison régulière avec 99 points soit 3 d'avance sur les Indians de Springfield. Kevin Todd joueur des Devils d'Utica finit meilleur pointeur de la saison avec 118 points alors que ces mêmes Devils font manquer les playoffs. Les deux meilleures équipes de la saison régulière vont se retrouver en finale de la Coupe Calder mais finalement ce sont les Indians, seconds sur la saison, qui vont s'imposer 4 matchs à 2.

### Ligue canadienne de hockey
En finale de la Coupe Memorial, les quatre équipes réunies sont : les Saguenéens de Chicoutimi et les Voltigeurs de Drummondville de la Ligue de hockey junior majeur du Québec, les Greyhounds de Sault Ste. Marie de la Ligue de hockey de l'Ontario ainsi que les Chiefs de Spokane de la Ligue de hockey de l'Ouest. Pat Falloon, vainqueur du trophée Stafford-Smythe, et Ray Whitney, vainqueur du trophée George-Parsons, des Chiefs vont aider leur équipe à remporter leur première Coupe Memorial 5 buts à 1. Felix Potvin gardien de but des Saguenées remporte le trophée Hap-Emms.

### East Coast Hockey League
- Les Admirals de Hampton Roads remportent la coupe Riley.

## Europe

### Compétitions internationales
La Coupe d'Europe 1991 a lieu en automne entre le 11 octobre pour les matchs du premier tour et le 30 décembre. La phase préliminaire a réuni douze équipes des différents championnats en trois poules et seulement les deux premières équipes de chaque poule sont qualifiées pour la suite. La France est représentée par les Dragons de Rouen alors qu'ils n'ont fini qu'à la seconde place du championnat 1990-1991 mais les champions, les Brûleurs de Loup de Grenoble sont en redressement liquidation judiciaire.
Pour le second tour, encore trois poules sont établies avec le renfort des équipes de championnat plus prestigieux. Les deux meilleures équipes de chaque poule sont qualifiées pour la phase finale qui a lieu à Düsseldorf  en Allemagne. Pour cette phase finale, les six équipes sont réparties en deux poules et les deux premières de chaque poules sont qualifiées pour jouer la finale. C'est finalement, Djurgårdens IF et le DEG Metro Stars qui sont opposées. Djurgårdens remporte son second titre de champion d'Europe.

### Compétitions nationales

#### Allemagne
Le 33e championnat d'Allemagne s'est joué entre le 14 septembre 1990 et le 19 mars 1991. Le championnat porte alors le nom de I. Bundesliga et voit le Kölner Haie terminer sur la première marche du podium à l'issue de la saison régulière avec un point d'avance sur le DEG Metro Stars. Le championnat voit l'ajout de deux équipes de l'ancienne République démocratique allemande : le Dynamo Berlin et le PEV Weißwasser. Les deux équipes vont bien démarrer la saison mais finalement, ils ne vont pas parvenir à suivre la cadence et finir aux deux dernières places de la saison. Jirí Lála et Mark Jooris joueurs de l'Eintracht Francfort sont les meilleurs pointeurs de la saison avec respectivement 106 et 98 points. La finale des playoffs oppose les deux premiers champions de la saison et alors que Düsseldorf remporte les deux premiers matchs, Kölner se relève pour remporter les deux matchs suivants et finalement Düsseldorf va gagner le titre lors du cinquième match 4 buts à 0. Il s'agit alors de son cinquième titre.

#### France

##### Ligue nationale
- En janvier, l'équipe de hockey de l'Amiens Sporting Club, ayant continué sa saison malgré le dépôt de bilan du club, fonde le Hockey Club Amiens Somme[7].
- À l'issue de la saison régulière de la Ligue Nationale, les Dragons de Rouen finissent à la première place mais les Dragons vont perdre en finale contre les Brûleurs de Loup de Grenoble. Le premier match est remporté par Grenoble 5 buts à 4 alors que le second match va finir sur un match nul 5-5[8]. Christophe Ville joueur de Grenoble est élu meilleur joueur de la saison en remportant le trophée Albert-Hassler[9].

##### Division 1
- Les Jets de Viry parvient pour à la première place de la seconde division française et accède ainsi à la Ligue Nationale alors que Morzine est reléguée en division 2.

#### Tchécoslovaquie
À l'issue de la saison régulière, le club du Dukla Jihlava finit à la première place de la 48e saison du championnat de Tchécoslovaquie. Radek Ťoupal de Dukla Trenčín finit meilleur pointeur de la saison avec 76 points. Lors des séries, Dukla Jihlava mené par son capitaine Bedřich Ščerban va également s'imposer en battant en finale le HC CHZ Litvínov 3 matchs à 1.

#### URSS
La dernière saison du championnat d'URSS se déroule en deux phases : un premier classement à l'issue de 28 rencontres entre quinze équipes puis un second entre les dix meilleures équipes de la première phase. La seconde phase présente un classement cumulé avec la première phase et finalement, c'est l'équipe du Dynamo Moscou qui remporte un troisième titre consécutif grâce notamment à son gardien de but Andreï Trefilov.

## International

### Championnat du monde junior
- Le quinzième championnat du monde junior se joue au Canada dans la province de la Saskatchewan fin décembre 1990 et début janvier 1991. Le groupe A se joue uniquement sur une phase de matchs entre les huit équipes et le dernier match entre les Canadiens et les Soviétiques va finalement être une finale : à l'aube du match, les Canadiens ont remporté 4 matchs pour un nul et une défaite alors que les Soviétiques ont remporté 5 victoires et ont réalisé un match nul. Le Canada va remporter chez soi le championnat du groupe A alors qu'à l'opposé la Norvège est reléguée dans le groupe B. Les Norvégiens vont prendre la place des Allemands premiers du groupe B. Pour le groupe C, c'est la Corée du Nord qui gagne son billet pour le groupe B en remplacement du Danemark. Avec 19 points, Doug Weight le joueur canadien finit meilleur pointeur du tournoi[12].

### Championnat du monde
- Le mondial A s'est joué du 19 avril au 4 mai à Turku en Finlande et les Soviétiques vont remporter le premier tour en finissant devant la Suède, le Canada et les États-Unis. Ce fut la dernière année où le mondial A regroupait huit équipes, il passa à douze l'année suivante. Ce fut également la première présence de l'Allemagne unifiée ainsi que la dernière fois que le classement des équipes européennes comptait pour le championnat d'Europe. Ce classement est établi à l'issue du premier tour et les Soviétiques sont donc les derniers champions d'Europe.

- À l'issue de la seconde phase, les Soviétiques vont s'effondrer alors que les Suédois vont remporter leur cinquième titre de champion du monde avec un jeune joueur de 20 ans : la future vedette internationale Mats Sundin. Du fait de l'augmentation du nombre d'équipes, aucune équipe du mondial A n'est reléguée dans le mondial B alors que ce même mondial offre quatre places pour la division supérieure pour l'année suivante : ce sont les Italiens, les Norvégiens, les Français et enfin les Polonais. L'effet est le même pour le mondial C avec quatre équipes qualifiées pour le mondial B 1992 : le Danemark, la Chine, la Roumanie et la Belgique[13].

## Autres Évènements

### Fondation de club
- Sheffield Steelers (Royaume-Uni).
- Hockey Club Amiens Somme (France).

### Décès
- Herbie Lewis meurt le 21 janvier 1991 à 86 ans. Il fut joueur de hockey sur glace entre 1925 et 1941 jouant principalement dans la Ligue nationale de hockey pour les Red Wings de Détroit (ou pour une de ses entités antérieures). Il remporte la Coupe Stanley à deux reprises en 1936 et 1937. Après sa carrière de joueur, il devient entraîneur de hockey dans la Ligue américaine de hockey pour les Capitals d'Indianapolis avec qui il remporte la Coupe Calder en 1942. Admis au temple de la renommée du hockey en 1989, il meurt deux ans plus tard[14].

- Walter Buswell meurt le 16 octobre 1991 à 83 ans. Il évolua durant huit saisons dans la LNH avec les Red Wings de Détroit et les Canadiens de Montréal. Il fut le capitaine de ces derniers lors de la saison 1939-1940.

- Veniamin Aleksandrov meurt le 12 novembre 1991 à 53 ans. Il a remporté deux médailles d'or et une de bronze aux Jeux olympiques ainsi que six médailles d'or, trois d'argent et deux de bronze lors des championnats du monde. Il est admis au Temple de la renommée du hockey russe en 1963 et au Temple de la renommée de l'IIHF en 2007.